# Saigō Tanomo
Saigō Tanomo (西郷頼母?   16 de mayo de 1830 - 28 de abril de 1903) fue un samurái japonés del fin del período Edo hijo del Saigo Kon del clan Masayuki Hoshina, jefe del Consejo del Clan Aizu y la segunda hija de un samurái del clan Ritsuko Kobayashi. Llega a ser como su padre, jefe mayor del consejo (hittōgarō 筆頭家老 ) del clan de Aizu a los 32 años, adquirió fama por sus distinguidas acciones en la Guerra Boshin. Sobrevivió a la guerra y se convirtió en monje Shinto adoptando el nombre Hoshina Genshin y en otras ocasiones Chikanori Genzo, alcanzó gran renombre como artista marcial siendo maestro de Sōkaku Takeda en las técnicas del Daito Ryu Aiki jujutsu.

## Principio y Servicio
Accedió a la posición de Karō (jefe mayor del consejo) en 1860 sirviendo a la novena generación del daimyō de Aizu, Matsudaira Katamori. Sin embargo en 1862 Katamori es seleccionado para el puesto de Kyōto Shugoshoku y se asignan a Aizu nuevas obligaciones que entiende que comprometerán la seguridad del han y deseando advertir a Katamori de los peligros y solicitarle que no acepte la designación del shogunato Tokugawa, junto con Tanaka Tosa viajan a Edo para hablar directamente con Katamori. Katamori imposibilitado de desobedecer órdenes directas del shōgun y sabiéndose parte de un esquema estratégico mayor que involucra a Hitotsubashi Yoshinobu y Matsudaira Yoshinaga con los cuales está obligado por la disciplina de su misma posición despide a Tanomo que los últimos seis años en Aizu se mantiene al margen de la política.

## Guerra Boshin
En 1868, comienza la Guerra Boshin, Katamori está nuevamente en Aizu por primera vez en años y los servicios de Tanomo son nuevamente requeridos. Tanomo recomienda evitar el enfrentamiento con la Armada Imperial pero nuevamente la opinión de Tanomo es ignorada. Durante la Batalla de Aizu, Tanomo lucha en defensa de la ciudad de Aizuwakamatsu y del castillo de Tsuruga, su esposa e hijos son todavía famosos en la región por el suicidio colectivo al perderse la batalla y el castillo.
En la caída de Tsuruga, Tanomo que había sido enviado a defender la posición de Shirakawa escapa de Aizu.

## La República de Ezo
Artículo principal República de Ezo
Tras la derrota de las fuerzas del shogunato en la Guerra Boshin (1868–1869) durante la Restauración Meiji, una parte del antiguo ejército del shōgun comandado por el Almirante Enomoto Takeaki (1836–1908), antiguo Hatamoto de la casa Tokugawa, se retiró hacia la isla norteña de Ezo (actual Hokkaidō), junto con varios miles de soldados y un grupo de asesores militares franceses a las órdenes de Jules Brunet. Enomoto hizo un último intento pidiendo a la Corte Imperial de Tokio que se le autorizara el desarrollo de Hokkaidō y poder mantener la tradición samurái, pero esta solicitud le fue denegada.
Tanomo luego de salir de Aizu viaja a Hokkaidō donde se une a Enomoto Takeaki y Hijikata Toshizō pero pese a sus esfuerzos en el plano militar son derrotados junto con sus fuerzas en 1869.
Tanomo vuelve a sobrevivir pero debe abandonar Hokkaidō

## Hoshina Genshin
Después del final de la República Ezo, Saigo Tanomo se dirige a Nikkō en donde cambia su nombre por el de Hoshina Genshin y se convierte en uno de los monjes shinto principales de la Nikkō Tōshō-gū. 
En esos años adopta como hijo a Shida Shiro (1866-1922) cuarto hijo de Shida Sadajiro, un samurái del clan Aizu muerto en 1868 en la batalla por el castillo Aizuwakamatsu del cual fue frecuente que se dijera que era un hijo natural de Tanomo. Luego de la adopción Shida Shiro pasa a llamarse Saigō Shirō y es entrenado intensamente por él en el arte Daito ryu Aiki jujutsu. En esa época también entrena a Takeda Sokaku
y según fuentes que no lo han demostrado a Nishiyama Shiro (1846-1932) luego fundador del estilo de jujutsu "Kaze Arashi Ryu". Pero en 1881 luego de una discusión con Shiro Saigo este lo abandona para ir a Tokio donde se une al Inoue Dojo del Tenshi-Shinyo-Ryu Jujutsu para poco tiempo después integrarse al proyecto de Jigorō Kanō de crear el Judo del cual es el primer cinturón negro y vencedor de todos los primeros torneos en los cuales el Judo se impone a otros estilos de Jujutsu.

## El final
Tanomo se retira del templo en 1899, vuelve a Aizu, donde muere en 1903 a la edad de 74 años.
El libro Sei'unki (栖雲記; Crónica de las nubes-cubil, o de las nubes-telaraña), escrito poco antes de su muerte cuenta sus memorias.
Sus restos descansan junto a los de su esposa en el mausoleo del Templo del Dragón Sol (善龍寺) en Aizu Wakamatzu provincia de Fukushima en la montaña de Yunshan.